# Fiorenzo Magni
Fiorenzo Magni (7. december 1920 - 19. oktober 2012) var en italiensk professionel landevejscykelrytter.
Han blev født i Vaiano, i provinsen Prato (Toscana). Højdepunktet i hans karriere, kom da han vandt Giro d'Italia i 1948, 1951 og 1955, og de tre sejre (rekord) i Flandern Rundt (1949, 1950 og 1951).